# 에스크로
에스크로(escrow)는 상거래 시에, 판매자와 구매자의 사이에 신뢰할 수 있는 중립적인 제삼자가 중개하여 금전 또는 물품을 거래를 하도록 하는 것, 또는 그러한 서비스를 말한다. 거래의 안전성을 확보하기 위해 이용된다.

## 개요
부동산 거래에 관한 모든 서비스를 원스톱으로 제공하는 종합 부동산 서비스업이다. 에스크로는 부동산 서비스업에 금융업이 접목된 형태로 부동산 매도자로부터 의뢰를 받아 부동산 거래대금 정산, 부동산권리 관계분석, 융자알선, 세금정산 등의 업무를 처리한다. 미국의 경우 부동산, 사업체, 융자 등을 알선하고 있으며 주정부가 철저하게 관리감독을 해 사고를 미연에 방지하고 있다. 우리나라도 소비자에게 양질의 서비스를 제공하고 부동산 산업의 경쟁력을 강화하기 위해 에스크로 회사제도를 2000년부터 도입키로 했다.

## 절차
구체적으로는 판매자·구매자·제삼자의 사이에서 다음과 같은 절차로 진행된다.
1. 구매자는 제삼자에게 대금을 맡긴다.
2. 판매자는 제삼자에게의 입금을 확인하고 구매자에게 상품을 발송한다.
3. 구매자는 송부된 상품을 확인하고 제삼자에게 상품이 도착했음을 알린다. 당초의 거래 내용과 다른 경우는, 상품을 반송하거나 거래를 파기할 수 있다.
4. 제삼자는 판매자에게 대금을 송금한다.
5. 판매자는 대금을 수령한다(거래의 종료).

중개하는 제삼자는 일정한 수수료를 받는 것으로 수익을 얻는다.

## 에스크로 바터무역
에스크로 바터무역(escrow barter貿易)은 물자의 수출과 수입을 하나의 환결제 방법(換決濟方法)으로 결부시키려는 바터 무역의 일종이다. 먼저 수입한 편이 대금을 외국환은행에 외화예금으로서 적립해 두고 후에 수입하는 자가 그 계정을 폐지함으로써 비로소 결제가 되는 형태의 것이다.
== 각주 

## 같이 보기
- 부동산 매매종결
- 위임장

1. ↑  《글로벌 세계대백과사전》,  〈에스크로〉
2. ↑  《글로벌 세계대백과사전》,  〈에스크로 바터무역〉